# Богданчиков, Сергей Михайлович
Серге́й Миха́йлович Богда́нчиков (род. 10 августа 1957, Богдановка, Чкаловская область) — российский управленец, предприниматель, президент нефтяной компании «Роснефть» (1998—2010), владелец компании Fortinvest Investments Holding.
По информации польского журнала Wprost, его состояние в 2006 году оценивалось в $800 млн.

## Биография
Родился 10 августа 1957 года в деревне Богдановка Северного района Оренбургской области. В 1976 году окончил Бугурусланский нефтяной техникум, в 1981 году — Уфимский нефтяной институт (специальность «Технология и комплексная механизация разработки нефтяных и газовых месторождений»).
В 1980-х годах работал на предприятии «Оханефтегаздобыча» (остров Сахалин), в 1985—1988 годах работал инструктором отдела промышленности Сахалинского обкома КПСС. В 1989—1993 годах работал начальником НГДУ «Оханефтегаз». С 1993 года — генеральный директор производственного объединения «Сахалинморнефтегаз» государственного предприятия «Роснефть» (позднее — ОАО «Роснефть-Сахалинморнефтегаз»).
В 1997 году назначен на должность вице-президента компании «Роснефть», в которой курировал дальневосточные проекты компании. С 14 октября 1998 года по 5 сентября 2010 года — президент «Роснефти».
В апреле 2009 года был участником громкого скандала, связанного с публикацией в газете «Ведомости», в которой сообщалось, что бюро правления РСПП вывело Боданчикова из правления организации, в составе которого он находится в течение ряда лет. По данным газеты причиной исключения Богданчикова стала неуплата им членских взносов за год в размере 300 000 рублей. По другой версии выведение из состава правления состоялось по личной просьбе Богданчикова, который сослался на нехватку финансовых средств в период кризиса.
В 2020 году компания Богданчикова Fortinvest Investments Holding подала судебный иск против инвестиционной фирмы Edmond de Rothschild (EDR), принадлежащей потомкам Ротшильдов. В 2021 году Верховный суд штата Нью-Йорк отказал в рассмотрении иска.

## Семья
Имеет двух сыновей — Алексея, являющегося гражданином Мальты (по январь 2010 года работал руководителем управления по работе с инвесторами ОАО «НК „Роснефть“»), и Евгения (первого мужа Юлии Христенко, старшей дочери бывшего вице-премьера и министра промышленности Виктора Христенко).

## Научная деятельность
Сергей Богданчиков — доктор технических наук, действительный член Международной академии топливно-энергетического комплекса, глава кафедры энергобезопасности в Международном институте энергетической политики и дипломатии МГИМО.

## Награды

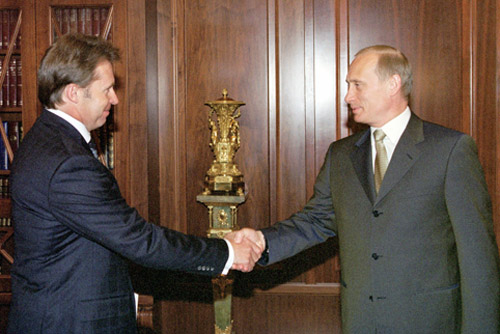
2002

- Орден «За заслуги перед Отечеством» III степени (10 августа 2007) — за большой вклад в развитие нефтяной и газовой промышленности, достигнутые трудовые успехи и многолетнюю добросовестную работу[6]
- Орден «За заслуги перед Отечеством» IV степени (30 августа 2002) — за большой вклад в развитие топливно-энергетического комплекса[7]
- Орден Почёта (18 сентября 1995) — за активное участие в ликвидации последствий землетрясения в городе Нефтегорске Сахалинской области и проявленные при этом мужество, самоотверженность и высокий профессионализм[8]
- Заслуженный работник нефтяной и газовой промышленности Российской Федерации (11 сентября 1998) — за большой вклад в развитие нефтегазового комплекса Сахалинской области и многолетний добросовестный труд в акционерном обществе «Роснефть-Сахалинморнефтегаз»[9]
- Премия Правительства Российской Федерации в области науки и техники за 2005 год — за разработку и внедрение эффективного высокотехнологического оборудования для капитального ремонта и обслуживания нефтяных и газовых скважин глубиной до 6000 метров[10]
- Почётный нефтяник
- Орден святого преподобного Серафима Саровского (РПЦ) II степени, 2010[11]
- «Почетный гражданин города Губкинский» — за большой вклад в развитие города Губкинского, ООО «РН — Пурнефтегаз» и всего топливно-энергетического комплекса страны.